# Atlassian Central
L'Atlassian Central è un grattacielo di Sydney in Australia.

## Storia
I lavori di costruzione dell'edificio, costruito dallo sviluppatore immobiliare Dexus Property Group e progettato dagli studi di architettura Shop Architects e BVN, sono iniziati nel 2022 con completamento previsto nel 2026 per un costo stimato di circa 1,4 miliardi di dollari australiani. La sua realizzazione fa parte del piano del governo del Nuovo Galles del Sud per creare un distretto tecnologico nella zona adiacente alla stazione di Sydney Centrale. L'edificio ospiterà il quartier generale di Atlassian, ma incorporerà anche spazi dedicati a un ostello.

## Descrizione
L'edificio sorge nel CBD di Sydney a brevissima distanza dalla stazione di Sydney Centrale e avrà 42 piani per 183 metri d'altezza. Una volta completato, il grattacielo sarà la più alta struttura ibrida in legno al mondo, essendo costruito utilizzando una combinazione di legno massiccio, cemento e acciaio. Il design include un esoscheletro in vetro e acciaio, terrazze piantumate e un innovativo sistema di ventilazione naturale.